# Japan (cheval)
Pour les articles homonymes, voir Japan.
Japan est un cheval de course pur-sang né le 22 février 2016. Propriété du consortium Coolmore en association avec Masaaki Matsushima, il est entraîné en Irlande par Aidan O'Brien et monté en course principalement par Ryan Moore.

## Carrière de course
Né dans la pourpre, ce poulain bai, avec une marque blanche sur le front, élevé en Angleterre par Newsells Park Stud à Hertfordshire, fait monter les enchères à 1,3 million de guinées aux ventes de yearling de Tattersalls en Irlande. Confié aux soins d'Aidan O'Brien, il débute en septembre de ses 2 ans par une modeste septième place au Curragh, puis perd son caractère maiden onze jours plus tard à Listowel, monté par le fils de son entraîneur, Donnacha O'Brien. Son succès dans les Beresford Stakes fait de lui l'un des 2 ans les plus en vue de l'année, et l'un des principaux espoirs classiques de Coolmore pour 2019. 
La préparation de Japan pour sa deuxième saison est interrompue pendant 3 semaines à cause d'une forte fièvre. Le poulain fait sa rentrée dans les Dante Stakes, une préparatoire au Derby d'Epsom, où il ne peut faire mieux que quatrième, monté par Ryan Moore. Si bien qu'au départ du Derby, où il n'est que l'un des sept représentants de l'omniprésente armada d'Aidan O'Brien, il s'élance à une cote d'outsider, et sous la selle de Wayne Lordan, Ryan Moore, premier jockey de l'écurie, lui ayant préféré le favori Sir Dragonet. Mais si ni l'un ni l'autre ne parviennent à l'emporter (c'est un autre O'Brien, Anthony Van Dyck, qui s'impose), Japan s'offre une belle troisième place, et des galons classiques. On le retrouve trois semaines plus tard au départ des King Edward VII Stakes, le derby d'Ascot, cette fois dans la peau du favori et avec Moore sur le dos, où il s'impose facilement, en prélude à une victoire de prestige dans le Grand Prix de Paris, pour son premier déplacement à l'étranger. Il pose ainsi sa candidature pour le Prix de l'Arc de Triomphe à l'automne. Entretemps, l'agenda de Japan ne désemplit pas, puisque le poulain s'offre les International Stakes en août, devançant un très bon lot, dont Crystal Ocean, battu d'une courte tête. Ce sera la dernière victoire de sa carrière, même s'il peut s'enorgueillir de sa quatrième place dans l'Arc, au pied d'un formidable podium composé de Waldgeist, Enable et Sottsass, soit trois Arc-winners.  
S'il ne passera plus le poteau en tête durant sa dernière saison à 4 ans, où il ne court qu'au plus haut niveau, celui des groupe 1, Japan s'offre tout de même la troisième place des Eclipse Stakes (et aussi celle des King George d'Enable, anecdotique puisqu'ils ne sont que trois au départ), mais il a perdu de sa superbe. Il reste toutefois à l'entraînement en vue d'une campagne à 5 ans et rentre victorieusement dans un groupe 3 avant de monter sur le podium de la Coronation Cup. Vainqueur d'un autre groupe 3 à l'été, il s'envole pour les États-Unis où il échoue d'une encolure à l'arrivée des Sword Dancer Stakes et accroche en fin d'année une quatrième place dans la Breeders' Cup Turf. Son ultime défi l'envoie à Tokyo pour la Japan Cup, où il ne peut guère plus s'illustrer, et termine ainsi sa carrière.   

### Résumé de carrière
| Date          | Hippodrome   | Pays        | Course                               | Statut      | Distance    | Jockey       | Place       | Écart       | Vainqueur ou deuxième | Temps       |
| 2018, 2 ans   | 2018, 2 ans  | 2018, 2 ans | 2018, 2 ans                          | 2018, 2 ans | 2018, 2 ans | 2018, 2 ans  | 2018, 2 ans | 2018, 2 ans | 2018, 2 ans           | 2018, 2 ans |
| ------------- | ------------ | ----------- | ------------------------------------ | ----------- | ----------- | ------------ | ----------- | ----------- | --------------------- | ----------- |
| 1er septembre | Curragh      | Irlande     | Maiden                               |             | 1 600 m     | W. Lordan    | 7e / 13     | 6 ½         | Sydney Opera House    | 1'39"64     |
| 12 septembre  | Listowel     | Irlande     | Maiden                               |             | 1 400 m     | D. O'Brien   | 1er / 9     | 3/4         | Mary Tudor            | 1'35"27     |
| 30 septembre  | Naas         | Irlande     | Beresford Stakes                     | Gr. 2       | 1 600 m     | S. Heffernan | 1er / 7     | cte tête    | Mount Everest         | 1'38"68     |
| 2019, 3 ans   |              |             |                                      |             |             |              |             |             |                       |             |
| 16 mai        | York         | Royaume-Uni | Dante Stakes                         | Gr. 2       | 2 100 m     | R. Moore     | 4e / 8      | 5 ¾         | Telecaster            | 2'10"24     |
| 1er juin      | Epsom        | Royaume-Uni | Derby                                | Gr. 1       | 2 400 m     | W. Lordan    | 3e / 13     | 1/2         | Anthony Van Dyck      | 2'33"68     |
| 22 juin       | Ascot        | Royaume-Uni | King Edward VII Stakes               | Gr. 2       | 2 400 m     | R. Moore     | 1er / 8     | 4 ½         | Bangkok               | 2'29"16     |
| 14 juillet    | Longchamp    | France      | Grand Prix de Paris                  | Gr. 1       | 2 400 m     | R. Moore     | 1er / 11    | 1/2         | Slalom                | 2'27"07     |
| 21 août       | York         | Royaume-Uni | International Stakes                 | Gr. 1       | 2 080 m     | R. Moore     | 1er / 9     | tête        | Crystal Ocean         | 2'07"77     |
| 6 octobre     | Longchamp    | France      | Prix de l'Arc de Triomphe            | Gr. 1       | 2 400 m     | R. Moore     | 4e / 12     | 4           | Waldgeist             | 2'31"97     |
| 2020, 4 ans   |              |             |                                      |             |             |              |             |             |                       |             |
| 17 juin       | Ascot        | Royaume-Uni | Prince of Wales's Stakes             | Gr. 1       | 2 000 m     | R. Moore     | 4e / 7      | 5 ½         | Lord North            | 2'05"63     |
| 5 juillet     | Sandown Park | Royaume-Uni | Eclipse Stakes                       | Gr. 1       | 2 000 m     | R. Moore     | 3e / 7      | 2 ½         | Ghaiyyath             | 2'04"48     |
| 25 juillet    | Ascot        | Royaume-Uni | King George VI & Queen Elizabeth St. | Gr. 1       | 2 400 m     | R. Moore     | 3e / 3      | 16 ½        | Enable                | 2'28"92     |
| 12 septembre  | Leopardstown | Irlande     | Irish Champion Stakes                | Gr. 1       | 2 000 m     | R. Moore     | 5e / 6      | 3/4         | Magical               | 2'05"08     |
| 19 octobre    | Ascot        | Royaume-Uni | Champion Stakes                      | Gr. 1       | 2 000 m     | C. Keane     | 9e / 10     | 12 ½        | Addeybb               | 2'08"42     |
| 2021, 5 ans   |              |             |                                      |             |             |              |             |             |                       |             |
| 6 mai         | Chester      | Royaume-Uni | Ormonde Stakes                       | Gr. 3       | 2 700 m     | R. Moore     | 1er / 8     | 3/4         | Trueshan              | 2'58"01     |
| 4 juin        | Epsom        | Royaume-Uni | Coronation Cup                       | Gr. 1       | 2 400 m     | R. Moore     | 3e / 6      | 7 ¼         | Pyledriver            | 2'42"23     |
| 19 juin       | Ascot        | Royaume-Uni | Hardwicke Stakes                     | Gr. 2       | 2 400 m     | W. Lordan    | 6e / 10     | 7 ¼         | Wonderful Tonight     | 2'35"31     |
| 15 juillet    | Leopardstown | Irlande     | Meld Stakes                          | Gr. 3       | 1 800 m     | R. Moore     | 1er / 8     | cte tête    | Maker of Kings        | 1'52"99     |
| 21 août       | Saratoga     | États-Unis  | Sword Dancer Stakes                  | Gr. 1       | 2 400 m     | R. Moore     | 2e / 7      | enc.        | Gufo                  | 2'28"30     |
| 9 octobre     | Belmont Park | États-Unis  | Joe Hirsch Turf Classic Stakes       | Gr. 1       | 2 400 m     | W. Lordan    | 6e / 7      | 5 ¼         | Rockemperor           | 2'25"61     |
| 6 novembre    | Del Mar      | États-Unis  | Breeders' Cup Turf                   | Gr. 1       | 2 400 m     | R. Moore     | 4e / 14     | 3 ½         | Yibir                 | 2'25"90     |
| 13 décembre   | Tokyo        | Japon       | Japan Cup                            | Gr. 1       | 2 000 m     | Yutaka Take  | 6e / 18     | 6           | Contrail              | 2'24"70     |

## Au haras
Vendu en partie par Coolmore à une association de plusieurs haras allemand, Japan s'installe au Gestüt Etzean où il fait la monte à 11 000 €. 

## Origines
Japan fait partie de la multitude de classiques engendrés par le chef de race Galileo et, comme la plupart d'entre eux, il est issu d'une illustre lignée maternelle, ce qui explique aussi les 1,3 million de guinées déboursées pour lui yearling La sienne est française, puisque sa grand mère, Saganeca, est une fille de Sagace qui brilla en piste (lauréate du Prix de Royallieu, deuxième du Grand Prix de Milan, cinquième de l'Arc), avant de se reconvertir en matrone hors normes pour l'élevage Lagardère. En effet, elle est l'autrice de : 
- Sagamix (Linamix) : Prix de l'Arc de Triomphe, Prix Niel.
- Sagacity (Highest Honor) : Critérium de Saint-Cloud. 2e Prix Hocquart, Prix du Prince d'Orange, Prix Exbury (Gr.3). 3ème Prix de l'Arc de Triomphe.
- Sage et Jolie (Linamix) : Prix de Malleret (Gr.2). 2e Prix de la Nonette (Gr.3). 3e Prix de Royaumont (Gr.3). Mère de :  
  - Sageburg (Johannesburg) : Prix d'Ispahan. 2e Prix Ganay, Prix Daniel Wildenstein.
- Sagalina (Linamix), mère de :  
  - Sagawara (Shamardal) : Prix Saint-Alary. 2e Prix Vanteaux (Gr.3).

Et donc Shastye, une fille de Danehill qui se plaça au niveau des Listed avant de faire honneur, et plus encore, à sa mère, en devenant une des poulinières les plus lucratives de la planète après avoir été elle-même vendue aux enchères pour 625 000 Guinées à l'issue de sa carrière de courses. Un investissement avisé puisque, outre Japan, on lui doit : 
- Mogul (par Galileo, 3 400 000 Guinées yearling) : Grand Prix de Paris, Hong Kong Vase, Champions Juvenile Stakes (Gr.2), Gordon Stakes (Gr.3). 3e Great Voltigeur Stakes (Gr.2).
- Secret Gesture (par Galileo, 230 000 Guinées yearling, puis 3 500 000 € comme poulinière, pleine de War Front) : Middleton Stakes (Gr.3). 2e Oaks, Preis der Diana, York Stakes (Gr.2). 3e Prix Jean Romanet, Yorkshire Oaks, Beverly D. Stakes (Gr.1)
- Sir Isaac Newton (par Galileo, 3 600 000 Guinées yearling) : International Stakes (Gr. 3). 3ème J.R.A. Cup (Gr. 3).
- Maurus (Medicean) : 2e Kingston Town Stakes, Premier's Cup, Neville Sellwood Stakes (Gr.3). 3e AD Hollindale Stakes (Gr.2)

En 2020, Shastye avait vu huit de ses produits passer sous le feu des enchères, pour un montant total de 14 4300 000 Guinées. 

### Pedigree
| Origines de Japan (GB), mâle bay, 2016 | Origines de Japan (GB), mâle bay, 2016 | Origines de Japan (GB), mâle bay, 2016 | Origines de Japan (GB), mâle bay, 2016 |
| -------------------------------------- | -------------------------------------- | -------------------------------------- | -------------------------------------- |
| Père Galileo 1998                      | Sadler's Wells 1981                    | Northern Dancer                        | Nearctic                               |
| Père Galileo 1998                      | Sadler's Wells 1981                    | Northern Dancer                        | Natalma                                |
| Père Galileo 1998                      | Sadler's Wells 1981                    | Fairy Bridge                           | Bold Reason                            |
| Père Galileo 1998                      | Sadler's Wells 1981                    | Fairy Bridge                           | Special                                |
| Père Galileo 1998                      | Urban Sea ch. 1989                     | Miswaki                                | Mr. Prospector                         |
| Père Galileo 1998                      | Urban Sea ch. 1989                     | Miswaki                                | Hopespringseternal                     |
| Père Galileo 1998                      | Urban Sea ch. 1989                     | Allegretta                             | Lombard                                |
| Père Galileo 1998                      | Urban Sea ch. 1989                     | Allegretta                             | Anatevka                               |
| Mère Shastye 2001                      | Danehill 1986                          | Danzig                                 | Northern Dancer                        |
| Mère Shastye 2001                      | Danehill 1986                          | Danzig                                 | Pas de Nom                             |
| Mère Shastye 2001                      | Danehill 1986                          | Razyana                                | His Majesty                            |
| Mère Shastye 2001                      | Danehill 1986                          | Razyana                                | Spring Adieu                           |
| Mère Shastye 2001                      | Saganeca 1988                          | Sagace                                 | Luthier                                |
| Mère Shastye 2001                      | Saganeca 1988                          | Sagace                                 | Seneca                                 |
| Mère Shastye 2001                      | Saganeca 1988                          | Haglette                               | Hagley                                 |
| Mère Shastye 2001                      | Saganeca 1988                          | Haglette                               | Sucrette (Famille 11-d)                |